# أميل ميتا كريسول
أميل ميتا كريسول هو مضاد حيوي يُستخدم لعلاج حالات عدوى الفم والحلق. تدخل هذه المادة كعنصر دوائي فعال في أقراص المص للحلق مثل ستربسلز، وسيباكول، وجوربليس، ولوسيبت. 